# Comuna de Jedwabne
Jedwabne (polaco: Gmina Jedwabne) é uma gminy (comuna) na Polónia, na voivodia de Podláquia e no condado de Łomża. A sede do condado é a cidade de Jedwabne.
De acordo com os censos de 2004, a comuna tem 5634 habitantes, com uma densidade 35,3 hab/km².

## Área
Estende-se por uma área de 159,42 km², incluindo:
- área agricola: 77%
- área florestal: 17%

## Demografia
Dados de 30 de Junho 2004:
|                      | Total   | Total | Mulheres | Mulheres | Homens  | Homens |
| -------------------- | ------- | ----- | -------- | -------- | ------- | ------ |
|                      | pessoas | %     | pessoas  | %        | pessoas | %      |
| População            | 5634    | 100   | 2754     | 48,9     | 2880    | 51,1   |
| Densidade (pop./km²) | 35,3    | 100   | 17,3     | 17,3     | 18,1    | 18,1   |

De acordo com dados de 2002, o rendimento médio per capita ascendia a 1200,24 zł.

## Comunas vizinhas
- Piątnica, Przytuły, Radziłów, Stawiski, Trzcianne, Wizna